# 대한민국-사우디아라비아 관계
대한민국과 사우디아라비아 간의 관계로, 양국은 1962년에 수교했다. 양국은 수교 이후 매우 우호적인 관계를 유지하고 있으며, 대한민국은 사우디아라비아한테 석유를 자주 수입하고 있다. 그렇기 때문에 사우디아라비아의 석유도 대한민국의 경제에 영향을 미치기도 한다. 대한민국 대통령 중 문재인 대통령이 사우디아라비아를 방문한 적이 있으며, 빈 살만 왕세자 역시 한국을 방문하여 윤석열 대통령을 만난 적이 있다.

## 관계
- 1962년 수교
- 2022년 미래지향적 전략 동반자 관계 격상[3]

## 역사
사우디아라비아는 1927년에 영국과 제다 조약을 통해 건국되었는데, 이후 1948년 대한민국이 탄생하자 이후 사우디아라비아는 대한민국을 승인했다. 이후 양국은 1962년에 수교했다. 1970년대부터 1980년대에 석유 개발 및 수출로 인해서 중동 지역에서 대규모 건설이 요구되었는데, 한국은 여기서 사우디아라비아와 다양한 사업을 체결하였다. 이후 양국은 산업 분야에서 교류가 활발해져 대한민국은 사우디아리비아의 원유를 자주 수입하고 있다. 빈 살만 왕세자가 네옴시티 건설을 구상하는데 가운데, 다양한 산업에서 협력이 주 관심사로 부상하고 있다.
한국 국적의 축구 선수들이 사우디아라비아의 축구팀에서 활동하고 있다. 대표적으로 대한민국의 축구 선수인 설기현이 2009년 알힐랄로 이적한 적이 있었으며, 김승규가 알샤바브 FC에서 골키퍼로 활동중이다.

## 상호 왕래
양국은 1962년에 수교한 이후 직항 노선을 개설했다. 사우디아 항공이 김포국제공항에서 리야드, 제다로 가는 직항 노선을 개설했지만, 1997년에 대한민국이 아시아 금융 위기의 여파에 따른 IMF 구제금융 요청으로 인하여 단항되었고, 이후 대한항공이 인천국제공항에서 사우디아라비아로 가는 노선을 개설했지만, 2017년 단항했다. 이후 2022년 8월에 사우디아 항공이 인천국제공항에서 리야드, 제다로 가는 노선을 재개했다.

## 같이 보기
- 덕수 장씨